# 馬格登

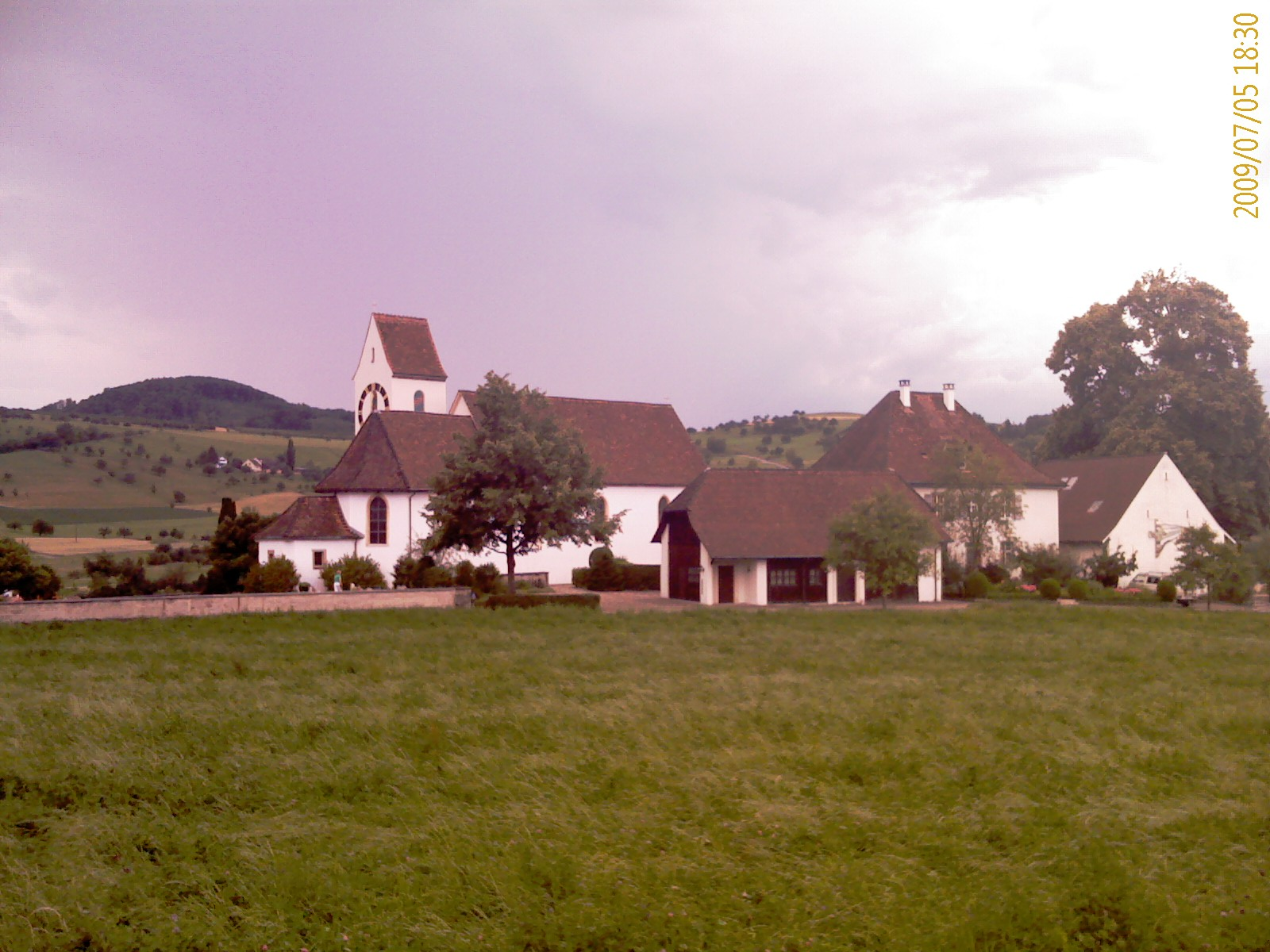

馬格登是瑞士的城鎮，位於該國北部，由阿爾高州負責管轄，面積11.01平方公里，海拔高度325米，2012年人口3,738，四成人口信奉基督教，人口密度每平方公里340人。

## 外部連結
- www.magden.ch Official site （页面存档备份，存于）